# 劍魚座λ
劍魚座λ，又名CP-59 472，HD 36189、SAO 233981、HR 1836，是劍魚座的一颗恒星，视星等为5.14，位于銀經267.52，銀緯-33.87，其B1900.0坐标为赤經5h 24m 51.5s，赤緯-58° -33.87′ 48″。